# НААМАТ
НААМАТ (ивр. נַעֲמַ"ת‎, сокращение от ивр. נשים עובדות ומתנדבות‎ — «Трудящиеся женщины-добровольцы») — женская рабоче-сионистская профсоюзная организация в Израиле. Создана в 1921 году под эгидой федерации профсоюзов Гистадрут как Совет работниц, современное название носит с 1976 года. К 2015 году организация включала 29 региональных отделений, секцию арабских женщин, отдел по борьбе с насилием в семье. Под управлением НААМАТ работают около 250 детских садов продлённого дня, сеть профессионально-технических и сельскохозяйственных школ. Входит в Международное движение НААМАТ, являющееся частью Всемирного сионистского рабочего движения и включающее, помимо израильской, 12 национальных организаций, сотрудничает с другими сионистскими женскими организациями, включая ВИЦО и национально-религиозную организацию «Эмуна». Награждена Государственной премией Израиля (2008).

## История
Организация основана в 1921 году в подмандатной Палестине под эгидой федерации профсоюзов Гистадрут как «Совет работниц» («Моэцет ха-поалот», ивр. מועצת הפועלות‎) с целью освоения женщинами специальностей, необходимых для построения в Палестине современного общества. Совет работниц создавал по всей стране курсы профессиональной подготовки для молодых женщин. С первых лет существования организации при ней активно развивалась структура поддержки работающих матерей и их детей, которая с 1930 по 1976 год была выделена из состава Совета работниц и функционировала отдельно как Организация работающих матерей. После провозглашения Государства Израиль члены НААМАТ активно участвовали в абсорции новых репатриантов, организация открывала при маабарот центры изучения иврита.
Название НААМАТ существует с 1976 года, когда снова произошло слияние Совета работниц и Организации работающих матерей. В 1990-е годы, когда НААМАТ возглавила Офра Фридман, бывшая руководительница его юридического отдела, организация добилась успехов в изменении израильского законодательства. Так, был улучшен закон о семьях с одним родителем, в 1996 году принят закон о равной заработной плате для работников и работниц, а в 1998 году — закон о предотвращении сексуальных домогательств и борьбе с ними и закон о равенстве прав и возможностей на рабочем месте. Благодаря НААМАТ также началось создание специальных судов по семейным конфликтам.
В 2008 году деятельность НААМАТ была удостоена Государственной премии Израиля.

## Структура и деятельность в XXI веке
В XXI веке членами НААМАТ автоматически являются все женщины — члены Гистадрута. Израильский НААМАТ также является частью Международного движения НААМАТ, в свою очередь входящего во Всемирное сионистское рабочее движение. Международное движение НААМАТ, помимо Израиля, представлено в 12 странах, в том числе в США (где в начале 1930-х годов организацию возглавляла Голда Меир), Великобритании, Франции и Аргентине. В Израиле у НААМАТ к концу 2015 года насчитывалось 29 региональных отделений. В структуру организации входят организационный отдел, отдел положения женщины, секция добровольцев, секция арабских женщин, центр по борьбе с насилием в семье. Выборы руководства НААМАТ, включая председательницу и директоров региональных отделений, проводятся раз в 5 лет.
В середине 2010-х годов под эгидой НААМАТ в Израиле действовали около 250 детских садов продлённого дня для детей в возрасте от полугода до 4 лет, а также сеть профессионально-технических и сельскохозяйственных школ. В число последних входят молодёжные деревни Канот у Кирьят-Малахи и Аянот у Ришон-ле-Циона. С 1967 года НААМАТ поддерживает стипендионный фонд для женщин, обучающихся в учреждениях высшего образования, распределяющий около 200 стипендий ежегодно. Помимо этого, действует фонд поддержки молодых учёных, работающих над докторскими диссертациями по темам, относящимся к области деятельности НААМАТ. Раз в 3 года НААМАТ совместно с Ассоциацией памяти Голды Меир, информационным центром правительства Израиля и банком «Хапоалим» производит награжение премией имени Голды Меир за вклад в развитие общины и общества.
Организация издаёт журнал «Наамат» и бюллетень «Едиот», а также брошюры на темы семейного законодательства, экономических прав женщин, охраны здоровья. НААМАТ обеспечивает юридическую поддержку судебных исков по делам о разводах, семейном насилии, дискриминации на рабочем месте, пенсионных правах женщин. Сотрудничает с комиссией кнессета по поддержке статуса женщины и гендерному равенству и с другими сионистскими женскими организациями, в том числе с ВИЦО и национально-религиозной организацией «Эмуна».